# Orgnac-sur-Vézère
Orgnac-sur-Vézère é uma comuna francesa na região administrativa da Nova Aquitânia, no departamento de Corrèze. Estende-se por uma área de 18,76 km². Em 2010 a comuna tinha 325 habitantes (densidade: 17,3 hab./km²).